# Lambis millepeda
De veelvingerige schorpioenhoren is een in zee levende slakkensoort die behoort tot de familie Strombidae. Het beestje leeft in de warme zee bij Madagaskar.